# Praia da Alagoa
A Praia da Alagoa, por vezes referida como praia de Altura ou praia de Alagoa-Altura, situa-se na freguesia da Altura, Município de Castro Marim. Encontra-se integrada na Baía de Monte Gordo e é ladeada a poente pela Praia da Lota e a nascente pela Praia Verde. Dispõe de equipamentos de apoio
É muito frequentada no pico do verão. A boa qualidade das águas e o extenso areal são os seus principais atrativos. 